# Club Deportivo Universitario (Píllaro)
El Club Deportivo Universitario, conocido también como Universitario de Píllaro, es un equipo profesional de fútbol de la ciudad de Píllaro, provincia de Tungurahua. Actualmente se desempeña en la Segunda Categoría del fútbol ecuatoriano, aunque en la actualidad debido a problemas institucionales no ha participado desde el año 2023 en este campeonato. 
Está afiliado a la Asociación de Fútbol Profesional de Tungurahua (AFT).

## Historia
El club inició sus actividades en el fútbol profesional en el año 2019.Comenzó la temporada en el Campeonato Provincial de Segunda Categoría junto con otros siete equipos, al mismo tiempo debutaba en el profesionalismo el otro equipo de la ciudad, el club Santiago de Píllaro, con quien se iniciaría una rivalidad denominada clásico de Píllaro. Fueron dos los enfrentamientos en ese torneo, por la fecha 4, Universitario lo derrotó 5 a 2 y por la fecha 11 otra victoria 1 a 0 en esta oportunidad. Concluyó en la tercera posición del campeonato, detrás de Pelileo Sporting Club y Chacaritas Fútbol Club, este último lograría el ascenso a la Serie B al final del año. La contratación estrella fue el defensor argentino nacionalizado ecuatoriano Norberto Araujo.
En 2020, un año marcado por la pandemia de COVID-19, el torneo provincial contó con solo cuatro equipos y tras concluir las seis fechas, Universitario se coronó campeón por primera vez y clasificó a los play-offs por el ascenso a la Serie B. En la fase nacional enfrentó primero a Cañar Fútbol Club, fue 4-0 en el global a favor de equipo pillareño, en los octavos de final derrotó 2-1 al club Baldor Bermeo Cabrera de Azuay. En cuartos de final enfrentó al Alianza de Guano y el sueño llegaría a su fin tras caer por 2-3. El proyecto estuvo encabezado por el histórico jugador ecuatoriano Wellington Sánchez como director técnico.
Para 2021 el técnico contratado fue Patricio Hurtado y su hijo, Diego Hurtado, fue el delantero principal del club para encarar el torneo provincial. Sin mayores sobresaltos ganó el campeonato por segundo año consecutivo y en igual número de estrellas para la institución, la campaña perfecta fue de 7 victorias en 7 partidos disputados. En los play-offs del Ascenso Nacional empezó su camino enfrentando a Dunamis 04 de Carchi, lo eliminó con un global de 4-1; en los dieciseisavos de final el rival fue Mineros Sporting Club de Bolívar, en una llave complicada y con polémica el club Universitario quedaría eliminado con el marcador global de 0-1.

## Jugadores

### Plantilla 2022
- Actualizado en abril de 2022.

- = Capitán.
- = Lesionado.

## Datos del club
- Temporadas en Segunda Categoría: 4 (2019-2022)

## Palmarés

### Torneos provinciales
| Competición                           | Títulos    | Subcampeonatos |
| ------------------------------------- | ---------- | -------------- |
| Segunda Categoría de Tungurahua (2/0) | 2020, 2021 |                |